# Хамискури
Хамискури (груз. ხამისკური) — село в Грузии, на территории Хобского муниципалитета края (мхаре) Самегрело-Верхняя Сванетия.

## География
Село находится в западной части Грузии, к югу от реки Джуми, на расстоянии приблизительно 8 километров (по прямой) к северо-западу от города Хоби, административного центра муниципалитета. Абсолютная высота — 44 метра над уровнем моря.

## Население
По результатам официальной переписи населения 2014 года, в Хамискури проживало 443 человека (215 мужчин и 228 женщин). В национальной структуре населения грузины составляли 100 %.
| Год  | Население, человек |
| ---- | ------------------ |
| 2002 | 588                |
| 2014 | ↘ 443              |